# René Bauwens
René Marie Alphonse Bauwens (Bruxelles, 11 marzo 1894 – 29 agosto 1959) è stato un pallanuotista belga, vincitore di una medaglia d'argento alle olimpiadi di Anversa 1920.
Ha partecipato anche alle Olimpiadi del 1928.